# TrikeTec
TrikeTec est un constructeur de trike de nationalité allemande.
Ces Trike sont basés sur le moteur des Smart.